# Zaynab bint Khuzayma
Zaynab bint Khuzayma (Arabisch: زينب بنت خزيمة, volledige naam: Zainab bint Khuzayma bint al-Hārith al-Hilālīyya), (ca. 595- ca. 627) (niet te verwarren met Zaynab bint Jahsh) was de vijfde echtgenote van Mohammed. Ze staat ook bekend onder de naam Umm ul Masakin (Moeder van de Armen) vanwege haar betrokkenheid bij de liefdadigheid. Zij was de weduwe van een bij de slag bij Uhud omgekomen strijder, Ubaida bin al-Harith. Daarvoor was ze gescheiden van diens broer, al-Tufail bin al-Harith. Ten tijde van het huwelijk in 626 (jaar 4 van de Hidjra), was Mohammed 56 en zij 30 jaar oud. Ze overleed enkele maanden later, ze is met Khadidja de enige echtgenote die Mohammed niet overleefd heeft. Ze is begraven op de al-Baqiʿ begraafplaats in Medina.